# Lysiphyllum
Genre
Classification phylogénétique
Lysiphyllum est un genre de plantes à fleurs de la sous-famille des Caesalpiniaceae, ou des Fabaceae, sous-famille des Caesalpinioideae selon la classification phylogénétique.

## Espèces
- Lysiphyllum carronii
- Lysiphyllum gilvum
- Lysiphyllum hookeri